# Takefusa Kubo
Takefusa Kubo (jap. 久保 建英 Kubo Takefusa, * 4. Juni 2001 in Asao-ku, Kawasaki, Präfektur Kanagawa) ist ein japanischer Fußballspieler auf der Position eines offensiven Mittelfeldspielers und Stürmers. Er steht bei Real Sociedad San Sebastián unter Vertrag.

## Vereinskarriere

### Erfolgreicher Nachwuchsspieler
Takefusa Kubo wurde am 4. Juni 2001 in Asao-ku, einem der sieben Stadtbezirke von Kawasaki, in der Präfektur Kanagawa geboren. Seine Karriere als Fußballspieler begann er im Jahre 2008 beim Lokalverein FC Persimmon aus Kawasaki und fiel bereits hier durch sein Talent auf. Nachdem er gerade einmal ein Jahr im Vereinsfußball aktiv gewesen war, kam er im August 2009 bei einem in Japan abgehaltenen Fußballcamp des FC Barcelona zum Einsatz und wurde am Ende dieses Camps zum Most Valuable Player (MVP) gewählt. Aufgrund seiner Leistung wurde der damals Achtjährige im April 2010 in eine Schulmannschaft des FC Barcelona geholt und nahm mit dieser am Sodexo European Rusas Cup, einem Jugendfußballturnier in Belgien, teil. Mit der Auswahl des FC Barcelona belegte er im Endklassement den dritten Platz, wurde jedoch selbst auch hier als MVP ausgezeichnet. Nach der Rückkehr in seine Heimat wechselte er in die Nachwuchsabteilung des Großklubs Kawasaki Frontale. Dort war er jedoch nur etwas über ein Jahr lang aktiv und wechselte, nachdem er ein erfolgreiches Probetraining beim FC Barcelona absolviert hatte, im August 2011 zu ebendiesem.

### Wechsel zum FC Barcelona
In der Akademie La Masia trat er anfangs für die U11-Mannschaft Barca Alevin C in Erscheinung und fiel dort rasch durch seine ausgeprägte Torgefährlichkeit auf. In der Saison 2012/13, seiner ersten ganzen Saison in Spanien, erzielte er 74 Tore in 30 Spielen. 2013/14 wurde er MVP beim Mediterranean Cup U12 und verhalf seinem Team zum Meistertitel in der Liga und zur Copa Catalunya der Jugendmannschaften. In der darauffolgenden Spielzeit 2014/15 trat er für Barca Infantil A, die U14-Mannschaft des Klubs, an. Für diese war er jedoch nur kurzzeitig im Einsatz. Da der FC Barcelona gegen die internationalen Transferregeln für minderjährige Spieler der FIFA verstoßen hatte, wurde die Spielberechtigung Kubos für den FC Barcelona aufgehoben, woraufhin sich der zu diesem Zeitpunkt 13-Jährige im März 2015 in seiner Heimat dem FC Tokyo und dessen Jugendabteilung anschloss.

### Rückkehr in die Heimat und Durchbruch als Profi
In Tokio durchlief er rasch die Jugendspielklassen des Klubs und trat bereits im Jahre 2016 für das U18-Team in Erscheinung. Im September des gleichen Jahres schaffte er unter Trainer Yoshiyuki Shinoda den Sprung in die Herrenmannschaft mit Spielbetrieb in der J1 League, der höchsten japanischen Fußballliga, wobei er zu diesem Zeitpunkt gerade einmal 15 Jahre alt war. Am 5. November 2016 gab er daraufhin sein Pflichtspieldebüt für die in der japanischen Drittklassigkeit antretende Zweitmannschaft des FC Tokyo. Bei der 1:2-Heimniederlage gegen den AC Nagano Parceiro wurde er zur Halbzeitpause eingewechselt. Zu diesem Zeitpunkt war er gerade 15 Jahre, fünf Monate und einen Tag alt, was einen neuen J.-League-Rekord bedeutete. Die J. League umfasst die drei höchsten Fußballligen des Landes (J1, J2 und J3). In den beiden nachfolgenden Ligaspielen, den beiden letzten des Spieljahres 2016, kam Kubo ebenfalls noch zu Einsätzen und beendete das Jahr mit der Mannschaft auf dem zehnten Platz im Endklassement. Im nachfolgenden Spieljahr 2017 fungierte er bereits als Stammspieler des FC Tokyo U-23. Am 15. April 2017 wurde er zum jüngsten Torschützen in der Geschichte der J. League, als er beim 1:0-Auswärtssieg über Cerezo Osaka U-23 in Minute 38 traf.
Etwas mehr als zwei Wochen später gab er sein Pflichtspieldebüt für die erste Mannschaft des Klubs, als er bei einem Gruppenspiel des J.League Cups 2017 am 3. Mai 2017 gegen Hokkaido Consadole Sapporo in Minute 66 für Kensuke Nagai auf den Rasen kam. Im Alter von 16 Jahren, fünf Monaten und 22 Tagen debütierte Kubo in der höchsten japanischen Fußballliga, als er bei der 1:2-Auswärtsniederlage gegen Sanfrecce Hiroshima vom nunmehrigen Trainer Takayoshi Amma in der 67. Spielminute für Kensuke Nagai eingewechselt wurde. Im Laufe des Jahres kam der zumeist als Mittelstürmer, hängende Spitze oder offensiver Mittelfeldspieler eingesetzte Kubo in 21 Drittligapartien zum Einsatz und kam auf eine Bilanz von zwei Treffern und einem Assist.
Nachdem die Vereinsführung im November 2017 zugestimmt hatte, seinen Vertrag zu aktualisieren und ihn als vollwertigen Erstligaspieler zu bezahlen, kam der junge Japaner im nachfolgenden Spieljahr 2018 zu weiteren Einsätzen in der höchsten Spielklasse des Landes. Unter Kenta Hasegawa, der das Traineramt nach Beendigung des Spieljahres durch Takayoshi Amma übernommen hatte, kam er vor allem in der Anfangszeit des Spieljahres 2018 zu regelmäßigen Kurzeinsätzen in der J1 League, ehe er immer öfters uneingesetzt auf der Ersatzbank saß und wieder zu einem Stammspieler der zweiten Mannschaft in der J3 League wurde. Zu regelmäßigen Einsätzen brachte es der oftmals als japanischer Lionel Messi bezeichnete Kubo jedoch im J.League Cup 2018, als er alle sechs Gruppenspiele seines Teams absolvierte und einen Treffer beisteuerte. Nachdem er im Laufe des Jahres immer öfter auf der rechten Seite als Rechtsaußen oder auf einer anderen Position im rechten Mittelfeld eingesetzt worden war, tat sich für den jungen Offensivakteur, um mehr Spielpraxis im Oberhaus zu sammeln, ein leihweiser Wechsel zu den Yokohama F. Marinos auf.
Beim Klub aus Yokohama, der zu den erfolgreichsten des Landes zählt, unterschrieb er Mitte August 2018 einen Leihvertrag bis Jahresende.

### Wechsel nach Spanien
Zur Saison 2019/20 wechselte Kubo zu Real Madrid. Dort sollte er zunächst im Kader der zweiten Mannschaft stehen und hätte auch noch für die A-Junioren (U19) spielen können. Kubo absolvierte die Saisonvorbereitung jedoch mit der Profimannschaft des Cheftrainers Zinédine Zidane. Ende August wurde er bis zum Saisonende an den Aufsteiger und Ligakonkurrenten RCD Mallorca ausgeliehen. Dort konnte der Offensivspieler mit 35 Ligaspielen (23-mal von Beginn), in denen er 4 Tore erzielte, überzeugen. Der RCD Mallorca stieg jedoch als Vorletzter in die Segunda División ab.
Zur Saison 2020/21 wurde der 19-Jährige innerhalb der Primera División an den FC Villarreal weiterverliehen. Dort konnte er sich jedoch unter dem Cheftrainer Unai Emery nicht durchsetzen. Zwar kam er in 13 von 17 Ligaspielen zum Einsatz, jedoch nur 2-mal in der Startelf. Ein Tor gelang dem Mittelfeldspieler dabei nicht, der zudem 5-mal in der Europa League (immer von Beginn) zum Einsatz kam und ein Tor erzielte. Aus diesem Grund wurde die Leihe mit dem FC Villarreal Anfang Januar 2021 beendet und Kubo innerhalb der Liga bis zum Saisonende an den Madrider Vorstadtklub FC Getafe weiterverliehen. Dort kam er auf 18 Erstligaeinsätze (8-mal von Beginn), in denen er ein Tor erzielte.
Zur Saison 2021/22 kehrte der Japaner für ein Jahr auf Leihbasis zum RCD Mallorca zurück, der zuvor in die Primera División aufgestiegen war. Er absolvierte 28 Ligaspiele, stand 17-mal in der Startelf und erzielte ein Tor.
Zur Sommervorbereitung 2022 kehrte Kubo zunächst zu Real Madrid zurück. Er wechselte jedoch noch vor dem Beginn der Saison 2022/23 zum Ligakonkurrenten Real Sociedad San Sebastián, bei dem er einen Vertrag bis zum 30. Juni 2027 unterschrieb.

## Nationalmannschaftskarriere

### 2015 und 2016
Seine ersten Einsätze in den Nachwuchsnationalmannschaft der Japan Football Association, dem japanischen Fußballverband, hatte Kubo im Jahre 2015, als er erstmals für die U-15-Nationalmannschaft seines Heimatlandes auflief. Hierbei kam er im Jahre 2015 zumeist in freundschaftlichen Länderspielen zum Einsatz und lief auch in Spielen gegen europäische Mannschaften auf, wobei er unter anderem im Oktober 2015 gegen die englische U-16-Auswahl ein Tor erzielte. Außerdem absolvierte er mit der U-15-Mannschaft Qualifikationsspiele zur U-16-Asienmeisterschaft 2016 in Indien. Insgesamt brachte er es auf fünf Länderspieleinsätze und sieben -tore für Japans U-15. Im darauffolgenden Jahr 2016 kam er abwechselnd für die japanischen U-16- und U-17-Junioren zum Einsatz. Im Juni 2016 nahm er mit der U-16-Nationalelf in Japan am International Dream Cup 2016, einem Fußballturnier für U-16-Nationalmannschaften, teil.
Danach absolvierte er im August die Vorbereitung auf die im nachfolgenden Monat stattfindende U-16-Asienmeisterschaft und wurde von Trainer Yoshirō Moriyama in japanische Auswahl für die Endrunde in Indien nominiert. In der Gruppenphase galten die Japaner als das mit Abstand torgefährlichste Team des Turniers; bei drei Gruppenspielen erzielte Japan 21 Tore und blieb ohne Gegentreffer. Kubo selbst erzielte beim 7:0-Sieg über Vietnam und beim 8:0-Sieg über Kirgisistan jeweils zwei Treffer. Nach einem knappen Sieg über die Vereinigten Arabischen Emirate im nachfolgenden Viertelfinale schieden die Japaner im Halbfinale mit 2:4 gegen den Irak aus. Bereits im März 2016 debütierte Kubo auch für die bereits erwähnten japanischen U-17-Junioren, mit denen er unter anderem am sogenannten SANIX Cup International Youth Soccer Tournament 2016 teilnahm und dieses auch gewann. Des Weiteren nahm er noch 2016 an Länderspielen der japanischen U-19-Nationalmannschaft teil.

### Seit 2017
Vor allem im nachfolgenden Jahr 2017 galt der junge Offensivakteur, der nunmehr des Öfteren auf der Position eines Mittelstürmers eingesetzt wurde, als Stammspieler der japanischen U-17-Nationalauswahl und brachte es zudem zu regelmäßigen Einsätzen in der U-20-Auswahl seines Heimatlandes. Dabei gab der damals 15-Jährige am 24. März bei einer 1:2-Niederlage gegen Deutschland sein U-20-Länderspieldebüt, als er von Trainer Atsushi Uchiyama in der 56. Minute für Kōki Ogawa auf das Spielfeld geschickt wurde. Nachdem er auch in der Vorbereitung darauf zum Einsatz gekommen war, war er im Mai bzw. Juni 2017 Teil eines 21-köpfigen Spieleraufgebots, das an der U-20-Weltmeisterschaft 2017 im benachbarten Südkorea teilnahm. Bei dieser WM-Endrunde absolvierte er zwei der drei Gruppenspiele Japans, spielte jedoch in keinem der beiden über die vollen 90 Minuten durch. Als Dritter der Gruppe D und als Zweiter in der Rangliste der Gruppendritten schaffte das Team den Einzug ins nachfolgende Achtelfinale. In diesem unterlag Japan jedoch mit 0:1 in der Verlängerung den Alterskollegen aus Venezuela; Kubo kam in dieser Partie in der 63. Spielminute als Ersatz für Akito Takagi auf den Rasen.
Im August nahm er mit der U-17-Nationalelf Japans an der Vorbereitung auf die WM im Oktober teil und absolvierte einige Partien im Václav-Ježek-Gedächtnisturnier. Bei drei von vier möglich gewesenen Einsätzen in diesem Turnier erzielte er insgesamt zwei Tore; eines davon beim 4:2-Sieg im Finale über den Gastgeber. Etwa einen Monat später wurde er von Yoshiro Moriyama in den 21-Mann-Kader für die U-17-WM-Endrunde in Indien einberufen wurde. Kubo kam in allen vier Spielen seiner Mannschaft zum Einsatz. Nach einem zweiten Platz in der Gruppe E und dem damit verbundenen Einzug in die K.-o.-Phase schied die Mannschaft in der nachfolgenden Achtelfinalpartie gegen England nach einer 3:5-Niederlage im Elfmeterschießen aus.
Im Jahre 2018 gehörte er vor allem dem japanischen U-19-Nationalteam, für das er bereits zwei Jahre zuvor debütierte, an und nahm mit diesem unter anderem im September an einer Tour durch Mexiko teil.
Am 9. Juni 2019 debütierte er für Japans A-Nationalteam in einem Freundschaftsspiel gegen El Salvador, als er in der 67. Minute für Takumi Minamino eingewechselt wurde. Der Endstand betrug 2:0. Bisher spielte er außerdem dreimal bei der Copa América 2019, als Japan als Gastland einer der Teilnehmer war.

## Erfolge und Auszeichnungen
- Spieler des Monats der Primera División: September 2023